# SRH Hochschule Heidelberg

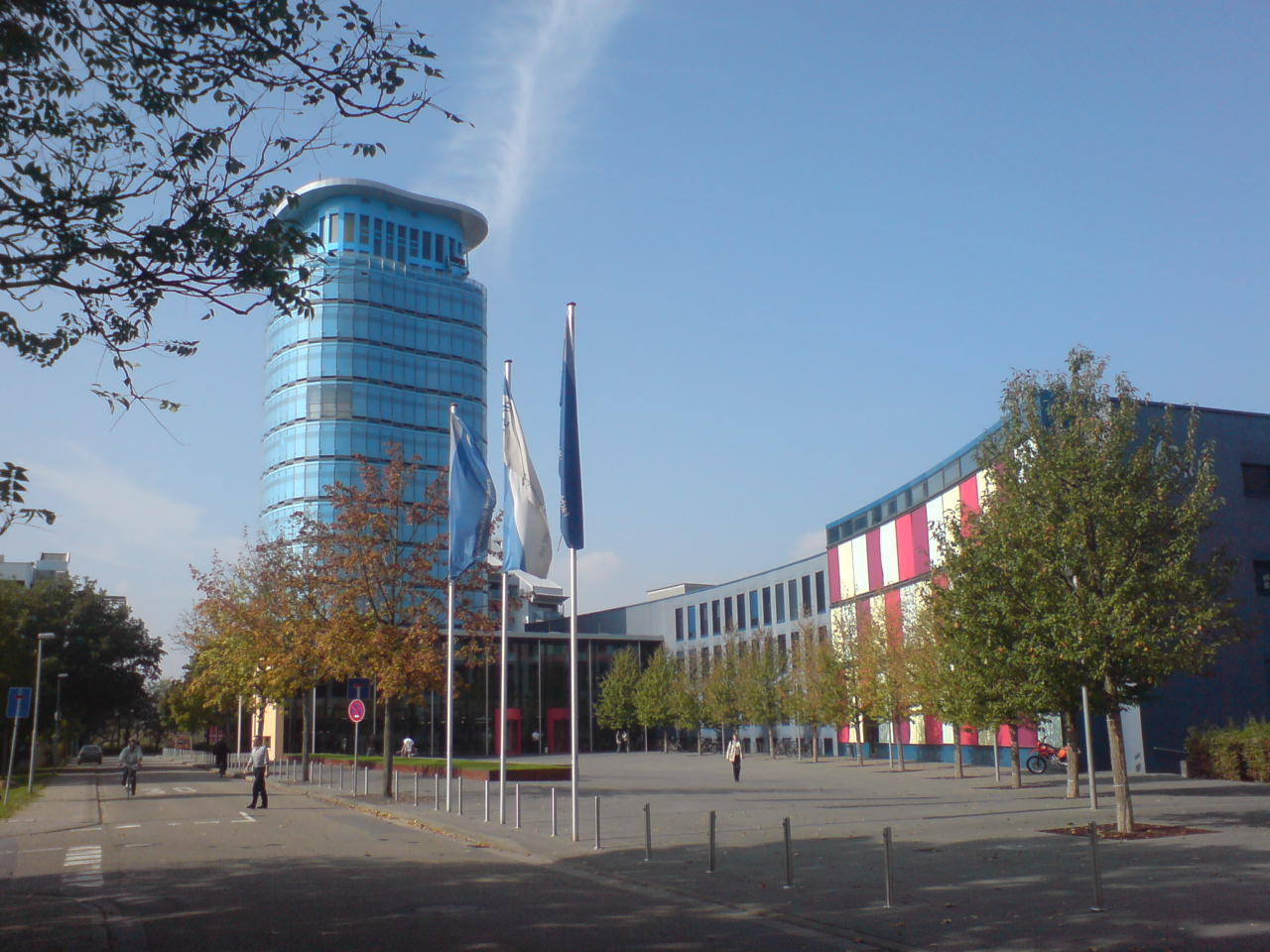
SRH Hochschule

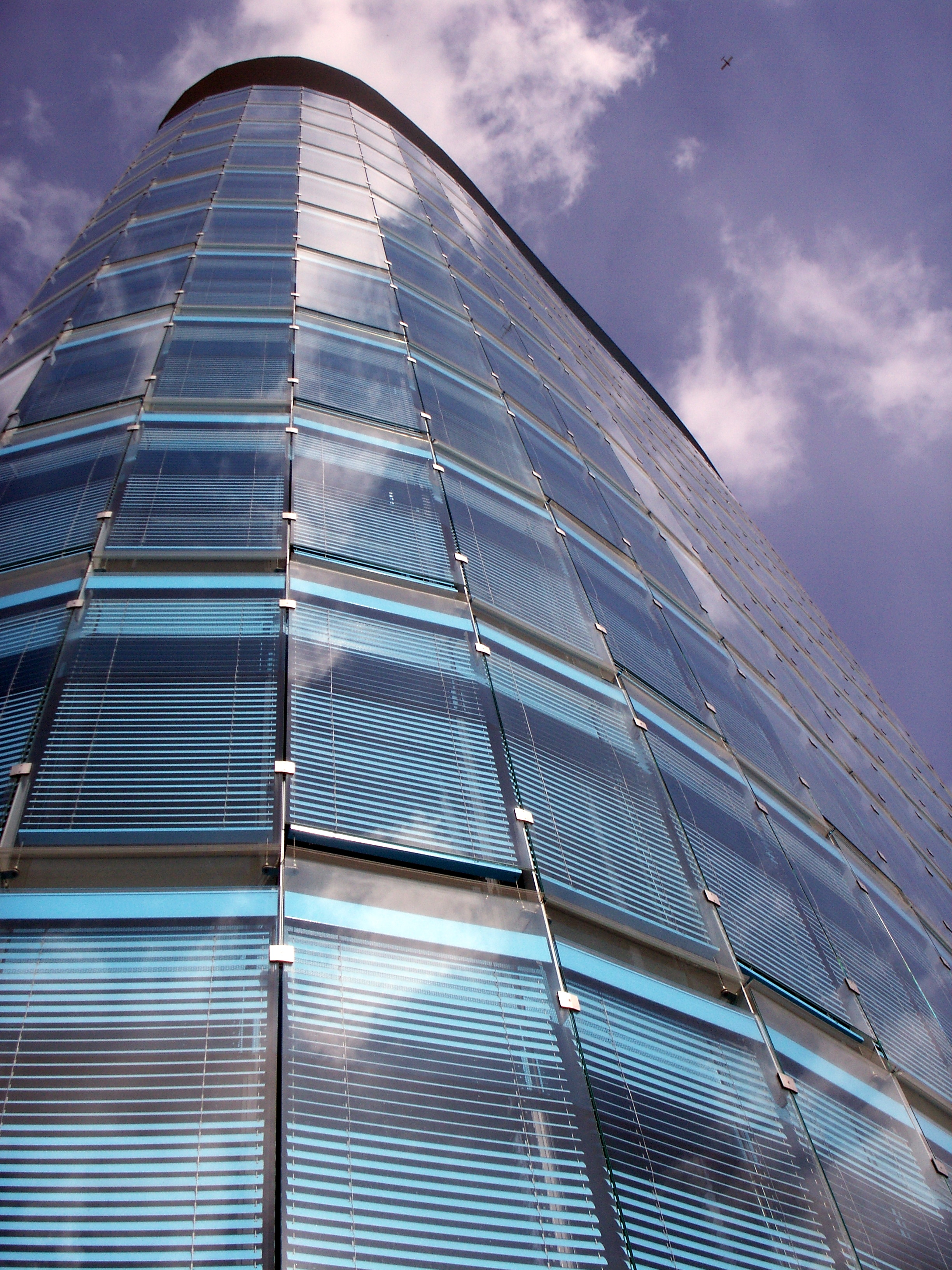
Science Tower

Die SRH Hochschule Heidelberg ist eine private, staatlich anerkannte Fachhochschule der SRH Holding in Heidelberg. Sie wurde im Jahr 2009 vom Wissenschaftsrat institutionell reakredditiert. Zusätzlich befindet sich die Hochschule im U-Multirank.

## Geschichte
Die Hochschule nahm am 1. Oktober 1969 als Einrichtung zur beruflichen Rehabilitation von Menschen mit Behinderungen im tertiären Bildungsbereich ihren Betrieb auf. Im Jahr 1991 wurde die Fachhochschule für Privatkunden geöffnet. Seitdem ist der Anteil der Studierenden mit Behinderung auf ca. 5 Prozent zurückgegangen.
2004 wurde die Hochschule durch den Wissenschaftsrat akkreditiert. Im selben Jahr zog sie aus dem Gewerbegebiet von Heidelberg-Wieblingen in den Science Tower auf dem Campus der SRH.
Im Jahr 2007 wurde die Hochschule in SRH Hochschule Heidelberg – Staatlich anerkannte Hochschule der SRH Hochschulen gGmbH umbenannt und 2009 erfolgte die institutionelle Re-Akkreditierung durch den Wissenschaftsrat. In deren Rahmen wurde jedoch kritisiert, dass die „Trägergesellschaft […] weitreichende Möglichkeiten zur Einflussnahme auf die Hochschule“ besäße und „dem akademischen Kernbereich der Hochschule […] eine größere Eigenständigkeit zugestanden werden“ muss.
Die erste International Week mit 20 internationalen Dozenten, 80 internationalen und ca. 100 deutschen Studenten fand 2010 statt. Im Jahr 2010 überschritt die Hochschule die Marke von 2.000 Studierenden und erreichte die Zahl von ca. 2.300 Studierenden. Die Fakultät für Angewandte Psychologie als insgesamt sechste Fakultät wurde 2011 gegründet.
Im Oktober 2012 erreichte die Hochschule die Marke von 3.000 Studierenden. Erstmals wurde ein für alle Studienbeginner einheitliches und zweiwöchiges Vormodul durchgeführt. Im Anschluss daran wurde das neue Studienmodell der Hochschule eingeführt: das CORE-Prinzip ohne Frontalunterricht.
2017 wurde die SRH Hochschule für Wirtschaft und Medien Calw in die SRH Hochschule Heidelberg eingegliedert. In Calw bestand seitdem bis zur Schließung im Jahr 2021 ein weiterer Studienstandort. Zum 1. Oktober 2024 wurden die fünf Präsenzhochschulen der SRH zur SRH University of Applied Sciences Heidelberg verschmolzen.

## Rektoren
- 1969–1972: Fritz Schulz-Linkholt (* 1913[7])
- 1972–1980: Werner Herrmann
- 1980–2000: Horst Methner (* 1936)
- 2000–2008: Wolfram Hahn (* 1943)
- 2008–2016: Jörg Winterberg (* 1963)
- 2017–2020: Katja Rade (* 1965)
- seit 2020: Carsten Diener (* 1970)[8]

## Absolventen
- Thomas Faust (* 1963), Sozialökonom und Publizist, Diplom 1988
- Julia Wege (* 1986), Sozialarbeiterin und Hochschullehrerin, Masterexamen 2010